# Ion C. Marinescu
Ion C. Marinescu (n. 10 noiembrie 1886, București, România – d. 15 ianuarie 1956, Aiud, regiunea Cluj, România) a fost un om politic român, care a îndeplinit funcțiile de ministru al economiei naționale (26 mai 1941 - 14 august 1942) și ministru al justiției (14 august 1942 - 23 august 1944) în guvernul Ion Antonescu (3).    

## Decorații
- Ordinul „Coroana României” în gradul de Mare Cruce (7 noiembrie 1941)[2]